# 1932–1933-as svájci labdarúgó-bajnokság (első osztály)
Az 1932–1933-as Nationalliga volt a 36. alkalommal megrendezett, legmagasabb szintű labdarúgó-bajnokság Svájcban.
A címvédő a Lausanne Sports volt. A szezont a Servette csapata nyerte, a bajnokság történetében hetedjére.

## 1. csoport
| Hely. | Csapat               | M  | Gy | D | V  | G+ | G– | Gk  | P  | Továbbjutás vagy kiesés    |
| ----- | -------------------- | -- | -- | - | -- | -- | -- | --- | -- | -------------------------- |
| 1.    | Grasshoppers         | 14 | 10 | 3 | 1  | 56 | 26 | +30 | 23 | Továbbjutott a rájátszásba |
| 2.    | Basel                | 14 | 7  | 4 | 3  | 42 | 29 | +13 | 18 |                            |
| 3.    | Lugano               | 14 | 6  | 4 | 4  | 18 | 16 | +2  | 16 |                            |
| 4.    | La Chaux-de-Fonds    | 14 | 7  | 1 | 6  | 19 | 15 | +4  | 15 |                            |
| 5.    | Urania Genève Sport  | 14 | 5  | 2 | 7  | 32 | 32 | 0   | 12 |                            |
| 6.    | Young Fellows Zürich | 14 | 5  | 2 | 7  | 29 | 29 | 0   | 12 |                            |
| 7.    | Biel-Bienne          | 14 | 6  | 0 | 8  | 29 | 45 | −16 | 12 |                            |
| 8.    | Étoile Carouge       | 14 | 1  | 2 | 11 | 15 | 48 | −33 | 4  | Kiesett a Nationalligából  |

## 2. csoport
| Hely. | Csapat            | M  | Gy | D | V  | G+ | G– | Gk  | P  | Továbbjutás vagy kiesés    |
| ----- | ----------------- | -- | -- | - | -- | -- | -- | --- | -- | -------------------------- |
| 1.    | Servette          | 14 | 10 | 3 | 1  | 46 | 15 | +31 | 23 | Továbbjutott a rájátszásba |
| 2.    | Young Boys        | 14 | 10 | 3 | 1  | 40 | 17 | +23 | 23 | Továbbjutott a rájátszásba |
| 3.    | Lausanne Sports   | 14 | 8  | 4 | 2  | 33 | 17 | +16 | 20 |                            |
| 4.    | Concordia Basel   | 14 | 6  | 3 | 5  | 30 | 22 | +8  | 15 |                            |
| 5.    | Zürich            | 14 | 4  | 5 | 5  | 30 | 26 | +4  | 13 |                            |
| 6.    | Blue Stars Zürich | 14 | 3  | 2 | 9  | 20 | 33 | −13 | 8  |                            |
| 7.    | Nordstern Basel   | 14 | 3  | 2 | 9  | 27 | 49 | −22 | 8  |                            |
| 8.    | Aarau             | 14 | 0  | 2 | 12 | 12 | 59 | −47 | 2  | Kiesett a Nationalligából  |

## Rájátszás
| Hely. | Csapat       | M | Gy | D | V | G+ | G– | Gk  | P | Továbbjutás vagy kiesés |
| ----- | ------------ | - | -- | - | - | -- | -- | --- | - | ----------------------- |
| 1.    | Servette     | 3 | 2  | 1 | 0 | 9  | 1  | +8  | 5 | Bajnok                  |
| 2.    | Grasshoppers | 3 | 2  | 1 | 0 | 8  | 5  | +3  | 5 |                         |
| 3.    | Young Boys   | 3 | 1  | 0 | 2 | 5  | 5  | 0   | 2 |                         |
| 4.    | Bern         | 3 | 0  | 0 | 3 | 2  | 13 | −11 | 0 |                         |